# Marian Kozielski
Marian Kozielski, doktor habilitowany, profesor nadzwyczajny Politechniki Warszawskiej – wieloletni pracownik naukowo-dydaktyczny w Instytucie Fizyki Politechniki Warszawskiej. Autor licznych podręczników akademickich i dla szkół średnich.
Naukowo zajmuje się fizyką ciała stałego (liczne publikacje naukowe także w czasopismach naukowych o międzynarodowym zasięgu). Kierował Pracownią Materiałów Półprzewodnikowych w Instytucie Fizyki Politechniki Warszawskiej. Po przejściu na emeryturę prowadzi z synem, Borysem Kozielskim podkasty pod nazwą Nauka XXI wieku. Jest głównym autorem epodręcznika w projekcie eFizyka: Multimedialne środowisko nauczania fizyki w szkołach ponadgimnazjalnych.